# HMS Delhi (D47)
«Делі» (D47) (англ. HMS Delhi (D47) — військовий корабель, легкий крейсер типу «Данае» Королівського військово-морського флоту Великої Британії за часів Другої світової війни.
«Делі» виконував завдання у складі різних формувань британського флоту у міжвоєнний час, діяв у Балтійському морі проти більшовицьких армій у Росії, служив у складі Атлантичного, Середземноморського флотів та на Китайській станції.
За часів Другої світової війни крейсер брав активну участь у бойових діях на морі, бився у Північній Атлантиці, на Середземному та Адріатичному морях, біля берегів Європи, супроводжував транспортні конвої, забезпечував висадку морських десантів на Сицилію, в Італії та на півдні Франції. За проявлену мужність та стійкість у боях бойовий корабель нагороджений сьома бойовими відзнаками.

## Історія створення
Легкий крейсер «Делі» був закладений 29 жовтня 1917 року на верфі компанії Armstrong Whitworth у Ньюкасл-апон-Тайні. 23 серпня 1918 року корабель був спущений на воду, а 7 червня 1919 року увійшов до складу Королівських ВМС Великої Британії.

## Історія служби
Після вступу до строю призначений до складу 1-ї ескадри легких крейсерів Атлантичного флоту, яка служила на Балтійському морі та брала участь у бойових діях проти більшовицьких армій у ході війн за незалежність Естонії, Латвії і Громадянської війни в Росії з метою підтримки цих молодих незалежних держав і Білого Руху в Росії. Крейсер «Делі» прибував на заміну легкого крейсера «Кюрасао», який підірвався на міні.
Після завершення бойового завдання на Балтиці, «Делі» повернувся до Великої Британії і провів наступні три роки у складі Атлантичного флоту.
У 1923 році разом з однотипними «Данае», «Донтлес», «Дракон» і «Данідін» брав участь в Імперському круїзі навколо світу, де супроводжували лінійні крейсери «Худ» та «Ріпалс». У січні 1925 року увійшов до 1-ї крейсерської ескадри Середземноморського флоту. Потім десять місяців служив на Китайській станції, брав участь в антипіратських операціях.
15 листопада 1925 року «Делі» виїшов з Мальти у супроводженні австралійських крейсерів «Сідней» та «Аделаїда» і здійснив круїз до «південної півкулі» з візитом доброї волі, під час якого відвідав Цейлон; Фрімантл, Гобарт, Джервіс-Бей та Сідней (Австралія); Крайстчерч та Веллінгтон (Нова Зеландія).

### Друга світова війна
З жовтня 1939 року, через місяць після початку Другої світової війни, «Делі» був включений до 10-ї ескадри крейсерів Флоту Метрополії і увійшов до складу так званого «Північного патруля» (англ. North Patrol), завданням якого було патрулювання GIUK-протоки — незамерзаючої смуги Атлантичного океану між Англією та Ісландією.
23 листопада 1939 року разом з крейсерами «Каледон», «Кардифф», «Ньюкасл» та допоміжного крейсера «Равалпінді» вийшов на патрулювання до північної Атлантики для участі в операції з пошуку німецької рейдерської пари — лінкорів «Шарнгорст» і «Гнейзенау». Однак німецькі лінкори в ході свого рейду у жорстокій сутичці потопили британський допоміжний крейсер «Равалпінді». «Делі» разом з «Ньюкаслом» переслідував німецькі кораблі до підходу важких крейсерів «Девоншир», «Норфолк» і «Саффолк». Однак, через різке погіршення погоди за наказом адмірала Маршалла німці припинили подальші дії, відповідно переслідування зірвалося; німецькі рейдери безперешкодно прослизнули до Вільгельмсгафена.
8 липня 1940 року легкий крейсер «Делі» брав участь у нападі на італійський порт Кальярі на Сардинії. Під час виконання завдань британське корабельне угруповання піддалося атаці італійських бомбардувальників SM.79 Sparviero, тому втративши елемент раптовості при нападі рейд був скасований на початковій стадії. 11 липня італійська субмарина «Гульєльмо Марконі» вдалою торпедною атакою потопила есмінець «Ескорт», що брав участь в операції.
У червні 1942 року «Делі» з есмінцями «Кеппель», «Боудісіа», «Сент-Олбанс», «Лімінгтон» і «Солсбері» забезпечував охорону у ближньому ескорті океанського лайнера «Квін Елизабет» при його проходженні конвоєм WS 19Y Західними підходами на Близький Схід.
9 вересня 1943 року «Делі» разом з крейсерами «Морішиес», «Орайон» та «Уганда» у супроводі есмінців забезпечував артилерійську підтримку операції «Аваланч» з висадки союзного десанту поблизу Салерно. 11 вересня внаслідок авіаційного нальоту німецьких бомбардувальників британський есмінець «Лукаут» отримав незначні пошкодження від ураження керованими авіабомбами Hs 293 та FX 1400.
Наприкінці липня 1944 року крейсер включений до оперативної групи флоту 88.1 (англ. Task Group 88.1), що готувалася до вторгнення у південній Франції і забезпечувала висадку морського десанту у південній Франції між містами Тулон та Канни.